# (31865) 2000 ED86
2000 ED86 (asteroide 31865) é um asteroide da cintura principal. Possui uma excentricidade de 0.16731690 e uma inclinação de 9.62211º.
Este asteroide foi descoberto no dia 8 de março de 2000 por LINEAR em Socorro.